# 遠山景織子
遠山 景織子（とおやま きょおこ、1975年5月16日 - ）は、日本のコメディエンヌ、女優。東京都出身。オフィス・メイ所属。東京都立野津田高等学校中退。

## 略歴
年子の3姉妹の次女として生まれる（遠山家では代々「景」の通字が使われることが多く、3姉妹それぞれが字を使って命名された）。よく間違えられるが、名前の読みは「きょうこ」ではなく「きょおこ」である。
地元の中学に進学し、春休みに初めて原宿駅へ行き、竹下通りを歩いたところ3社からスカウトされ、最初に声を掛けてきたフリーダムに所属。
1990年、ネッスル（現・ネスレ日本）「ミロ」のポスターデビュー。企業広告や一部ファッション雑誌のモデルとして活動を始め、1992年のサントリー「南アルプスの天然水初代CMガール」に起用され、注目を集める。
1993年3月、本格的に女優を目指すため、本人の意思で高等学校を中退。演技のレッスンに専念する。所属事務所をエスパースに移籍。同年5月、映画『高校教師』のオーディションで350人の中からヒロイン・柏木繭役に選ばれる。ヌードも辞さない体当たりの演技が評価され、日本アカデミー賞、ブルーリボン賞、ゴールデン・アロー賞などで主要な新人賞を総なめにした。
1997年、所属事務所をラミパスに移籍。
1998年、『笑う犬』シリーズにレギュラー出演し、お笑いデビューした。中島知子（当時オセロ）とのコンビが人気を博し、産休で番組を降板するまで様々なコントにも挑戦した（2008年の『笑う犬2008秋』には産休で降板して以来7年ぶりに出演した）。
2001年、遠山の妊娠を機に元光GENJIの山本淳一の所属事務所から妊娠2か月であることと結婚する意向である事がFAXでマスコミ向けに発表され、4月に結婚する予定と見られたが、9月の男児出産後に未婚であることが明らかになり、交際が破局していたことが発覚。
2006年、『偽りの花園』にて主演。製作発表の席では服部宣之から「日本で一番美しい涙を流す女優」と形容された。
2010年、長年、遠山の結婚相手として噂に上がっていた辻岡正人が、自身のブログで結婚説を否定した。
2013年、オフィス・メイへの所属事務所移籍を発表。
2025年5月16日、自身のブログとInstagramで、かねてより交際していた一般男性と結婚したことを報告した。

## 人物

### 映画『高校教師』
映画『高校教師』のヒロイン役オーディションでは、「彼女が面接室の扉を叩いて席につくまでの数十秒の間に結論は出ていた」というスタッフの証言があるほど際立っていた存在で、原作・脚本の野島伸司にも「繭役は絶対に彼女!」と絶賛されて大役の切符を手にした。
撮影中は、“繭だったら何を思って、どう考えるのか”を想像して役になりきる訓練をした。また、台本を読み込んだ上で、作中の裸でプールに飛び込むシーンも吹き替えなしで演じることを直訴して臨んだ。新人女優だったため思うように演技ができず撮影を止めてしまうこともあったが、相手役の唐沢寿明の支えに助けられた。

### その他
中山美穂と吉田栄作のファンであり、スカウトされたのもタレントショップで2人のグッズを買いに竹下通りに行ったことがきっかけ。中山については子供の頃から『夜のヒットスタジオ』（フジテレビ系）などの歌番組で歌を聴いたり、彼女の出演ドラマを色々と観ていた。本人は後に「キレイでかわいらしくて、まさに憧れの存在。学生時代に髪型をマネしていました」と回想している。
吉田については、1989年に中山が出演したドラマ『君の瞳に恋してる!』（フジテレビ系）で、初めて彼を見てすぐにファンになった。以後、吉田目当てで毎号買い始めた雑誌『明星』の彼のグラビアを切り抜き、透明下敷きの中に入れて学校生活を送っていた。初めて買ったCDは、吉田の『心の旅』（1990年）。
芸能界デビュー後、「サントリー南アルプスの天然水」のCMに出たことが、女優を目指すきっかけとなった。
趣味は、水泳、日舞。激辛料理好き。
資格は普通自動車免許、ナチュラルフードコーディネーターを取得している。料理上手なことを活かして弁当関連の著作もある。

## 出演

### 映画
- 高校教師（1993年、東宝、吉田健監督） - 主演・柏木繭 役
- 美味しんぼ（1996年、松竹、森﨑東監督） - 里美 役
- ロード（1996年、東宝、小田切正明監督） - 主演・美雪 役
- ソクラテス（1996年、日活、鶴巻日出雄監督） - ビデオ版タイトル「極道ソクラテス」
- ポストマン・ブルース（1997年、日活、SABU監督）
- 冷たい血 AN OBSESSION（1997年、ビターズ・エンド、青山真治監督）
- ドルフィン・スルー（1998年、ケイエスエス、伊藤秀裕監督）
- チャカ2（1999年、ビジョンスギモト、渡辺武監督）
- 京極夏彦「怪」七人みさき（2000年、松竹、酒井信行監督） - 山猫廻しのおぎん 役
- ULTRAMAN（2004年、松竹、小中和哉監督） - 水原沙羅 役
- 火火（2005年、ゼアリズエンタープライズ、高橋伴明監督）
- 楳図かずお恐怖劇場「ねがい」（2005年、松竹、清水厚監督） - 柚木悦子 役
- 世界はときどき美しい 第二章（2007年、ユナイテッドエンタテインメント、御法川修監督） - スナックのべっぴんママ 役
- アンフェア the movie（2007年、東宝、小林義則監督）
- 毎日かあさん（2011年、松竹、小林聖太郎監督） - カモシダに絡まれる母親 役
- オンディーヌの呪い（2014年、甲斐さやか監督） ※短編映画
- ホテルコパン（2016年、クロックワークス、門馬直人監督） - 美智代 役[11]
- 月光（2016年、マグネタイズ、小澤雅人監督）[12]
- 15歳の総理大臣（2019年、胡麻尻亜紀監督） - 印南一子 役 ※短編映画
- 醒めてまぼろし（2021年、木村緩菜監督） ※短編映画
- 99.9-刑事専門弁護士-THE MOVIE（2021年、松竹、木村ひさし監督） - 山本咲子 役
- 修羅の世界（2022年、ライツキューブ/Staff Like That、藤原健一監督）
- 威風堂々 〜奨学金って言い方やめてもらっていいですか？〜（2024年、トリプルアップ、なるせゆうせい監督） - 唯野仁美 役[13]
- タイムマシンガール（2025年、イナズマ社、木場明義監督） - 駿河満寿美 役[14]

### テレビドラマ
- いつも心に太陽を（1994年、TBS） - 水原京子 役
- 若者のすべて（1994年、フジテレビ） - 村松千鶴子 役
- 湘南リバプール学院 第19話（1995年、フジテレビ）
- 輝く季節の中で（1995年、フジテレビ） - 速水衣子 役
- FM999 真夏のレディオガール（1995年、毎日放送）
- ベストフレンド（1995年、読売テレビ） - 園田彩 役
- キャンパスノート（1996年、TBS） - 立原抄子 役
- 代紋（エンブレム）TAKE2 第6話 -勃発 白浜組vs明石組-（1996年、日本テレビ）
- 藤沢周平の用心棒日月抄 第2話「恋人を斬らせた女」（1997年、テレビ朝日） - 千加 役
- 世紀末の詩 第2話（1998年、日本テレビ） - 仁科鏡子 役
- 恋愛結婚の法則（ルール）（1999年、フジテレビ） - 神田弥生 役
- 藤堂志津子スペシャル 黒い瞳（1999年、北海道テレビ放送） - 主演・田所美奈 役
- 京極夏彦「怪」（2000年、WOWOW） - 山猫廻しのおぎん 役
- OLヴィジュアル系（第1シリーズ）（2000年、テレビ朝日） - 堀切美江子 役
- OLヴィジュアル系（第2シリーズ）（2001年、テレビ朝日） - 堀切美江子 役
- ウエディングプランナー SWEETデリバリー 第1・2話（2002年、フジテレビ） - 金井あずみ 役
- マンハッタンラブストーリー（2003年、TBS） - 軽井沢夫人・遠山 役
- 子連れ狼 第二部 第11話（2003年、テレビ朝日） - しのぶ 役
- 乱歩R 第5話（2004年、よみうりテレビ） - 大牟田ルリ子 役
- 怪奇大家族（2004年、テレビ東京） - ないとめ屋女主人・天中殺美 役
- 大奥〜第一章〜（2004年、フジテレビ） - おゆき 役
- ウルトラマンネクサス 第33・34話（2005年、TBS） - 水原沙羅 役
- ブレスト〜女子高生、10億円の賭け!（2006年、テレビ朝日） - 藤野礼子 役
- 神はサイコロを振らない 〜君を忘れない〜（2006年、日本テレビ） - 神蔵弘美 役
- PS -羅生門- 第9話（2006年、テレビ朝日） - 沼田京子 役
- 偽りの花園（2006年、東海テレビ） - 美禰子 役 ※連続テレビドラマ単独初主演
- 鉄板少女アカネ!! 第5話（2006年、TBS） - 入江福美 役
- ハケンの品格 第6話（2007年、日本テレビ） - 橋立あゆみ 役
- 遠山の金さん 第8話（2007年、テレビ朝日） - お久美 役
- おじいさん先生 第12話（2007年、日本テレビ）
- 歌姫（2007年、TBS） - メリー 役
- 相棒 season6 第4話（2007年、テレビ朝日） - 藤沢美紀 役
- あんどーなつ 第7話（2008年、TBS） - 元売れっ子芸者・あや乃 役
- 金曜プレステージ「外科医 鳩村周五郎」5 血塗られた挑戦状I（2009年3月27日、フジテレビ） - 安田麗華（田島沙耶） 役
- 連続ドラマ小説 木下部長とボク（2010年、読売テレビ） - OL・清水智子 役
- 蛇のひと（2010年、WOWOW） - 今西の母 役
- 天才刑事・野呂盆六 5（2010年、朝日放送） - 田渕三美子 役
- うぬぼれ刑事（2010年、TBS） - 劇中ドラマ・回想シーンの女性 役
- 新・警視庁捜査一課9係 season2（2010年、テレビ朝日） - 平川琴乃 役
- 家族レッスン 第2話「かえるのうた」（2012年、朝日放送）
- 土曜ワイド劇場「アナザーフェイス〜刑事総務課・大友鉄〜」（2012年5月26日、朝日放送） - 内海瑞希 役
- 水曜ミステリー9「嫌われ監察官 音無一六〜警察内部調査の鬼〜」 第1作（2013年12月18日、テレビ東京） - 甲山香織 役
- 明日、ママがいない 第4話（2014年、日本テレビ）
- 慰謝料弁護士〜あなたの涙、お金に変えましょう〜 第10話（2014年、読売テレビ） - 吉岡美紀 役
- 月曜ゴールデン「十津川警部シリーズ」52 小田原城殺人事件〜一期一会の証言〜（2014年5月12日、TBS） - 近藤政子 役
- 水曜ミステリー9「さすらい署長 風間昭平」11 みやぎ松島湾殺人事件（2014年10月8日、テレビ東京） - 野本杏子 役
- 五つ星ツーリスト〜最高の旅、ご案内します!!〜 第3話（2015年1月22日、読売テレビ） - 倉石亜紀 役
- テレビ東京開局50周年特別企画「松本清張 黒い画集-草-」（2015年3月25日、テレビ東京） - 雨宮順子 役
- 婚活刑事 第2話（2015年7月9日、読売テレビ）
- 月曜名作劇場「新・十津川警部シリーズ」1 伊豆・下田殺人ルート（2017年1月23日、TBS） - 赤嶺真里子 役
- 警視庁・捜査一課長 season2 第4話（2017年、テレビ朝日） - 倉木勝子 役
- 家政夫のミタゾノ 第2シリーズ 第4話（2018年、テレビ朝日） ‐ 山脇千香 役
- 誘拐法廷〜セブンデイズ〜（2018年） - 樋口光子 役
- 遺留捜査 スペシャル6（2019年2月24日） - 笹森愛子 役
- Heaven? 〜ご苦楽レストラン〜 第9話・最終話（2019年9月3日・9月10日、TBS） - 北郷知子 役
- 相棒 season18 第20話（2020年、テレビ朝日） - 柾庸子 役[15]
- 相棒 season19 第19・20話（2021年、テレビ朝日） - 柾庸子 役
- 相棒 season20 第1・2・3話（2021年、テレビ朝日） - 柾庸子 役
- 不適切にもほどがある! 第8話（2024年、TBS） - タイコ 役[16]

### バラエティレギュラー
- びじゅある（1998年、関西テレビ）
- 笑う犬の生活（1998年、フジテレビ）
- 笑う犬の冒険（1999年、フジテレビ）
- 笑う犬2008秋（2008年、フジテレビ）
- 笑う犬2010寿（2010年、フジテレビ）
- 笑う犬2010旅（2010年、フジテレビ）

### その他のテレビ番組
- 消えた鉄道を歩く〜碓氷峠と美しい村〜（1997年、ハイビジョン実用化試験放送、NHK制作）

### 舞台
- ラブ・レターズ（1995年）
- 奇妙なゲーム（1998年）
- 鏡（1999年）
- およしなさいッ（1999年）
- 犬夜叉（2000年4月6日 - 5月24日） - 桔梗 役
- 犬夜叉（リターン公演）（2001年1月27日 - 2月12日、東京・赤坂ACTシアター） - 桔梗 役
- 魔法の黄色い靴（2002年8月4日 - ）
- 燻し銀河（2008年3月26日 - 30日、東京・天王洲 銀河劇場） - おふう 役
- GOD DOCTOR（2008年5月4日 - ）
- 7人は僕の恋人（2008年11月8日 - ）
- 巌窟王 Le theatre（2019年12月20日 - 28日、東京・こくみん共済 coopホール／スペース・ゼロ） - メルセデス・ド・モルセール 役
- ぼくらの七日間戦争（2020年9月11日 - 20日、東京・かめありリリオホール） - 柿沼奈津子 役
- オッドタクシー 金鋼石は傷つかない（2023年1月25日 - ） - 和田垣母 役
- 蒼い薔薇のシグナル2024 〜人は燃え尽きるから面白い〜（2024年2月28日 - 3月3日、東京・ザ・ポケット）[17]
- 荒木町ラプソディー（2024年6月1日 - 9日、東京・シアターΧ）[18]
- ひと（2024年12月3日 - ）[19]
- Les Misérables（2025年2月27日 - 3月6日、東京・IMAホール）[20] - ファンティーヌ 役
- それってキセキ（2025年7月31日 - 8月4日（予定）、東京・シアター1010）[21]
- 舞台「振り子」（2025年9月6日 - 14日〈予定〉、東京・IMAホール）[22]

### ミュージカル
- 人生のピース（2019年8月8日 - 12日、東京・東京芸術劇場シアターウエスト）

### 朗読劇
- 音楽朗読劇『ヘブンズ・レコード〜青空篇〜』2019 第1話（2019年9月12日 - ）

### 音楽劇
- キセキ -あの日のソビト-（2021年10月22日 - ）

### ラジオ
- MBSヤングタウン金曜日（1999年4月 - 9月、MBSラジオ） - 山本太郎とのコンビ

### プロモーション・ビデオ
- THE MICETEETH「霧の中」（2004年）
- 椎名純平「残像」（2006年）
- MALCO「人らしくないほどに」（2006年）
- 斉藤和義「歌うたいのバラッド」（2008年）

### 広告
- ネッスル「ミロ」（1990年）
- 三菱（1990年）
- メイトー「カスタードプリン」（1992年）
- トヨタ「カムリ」（1992年）
- NEC「Parabola」（1992年）
- サントリー「南アルプスの天然水」（1992年）
- K&K「ジョイフルゼリー」（1992年）
- 伊勢丹（1993年）
- KENZO化粧品（1993年）
- 九州テレメッセージ（1993年）
- ポーラ「ピュアナチュラル」（1994年）
- リクルート「仕事の部屋」（1996年）
- テレメッセージ広島（1997年）
- 日本リーバ「オーガニック」（1997年）
- サントリー「ザ・カクテルバー」（1997年）
- 化粧惑星「フローズンショット」（2001年）
- TU-Ka 「ツーカーV3エース」（2004年）
- NTT DoCoMo「東京国際女子マラソン」限定CM（2005年）
- サントリー「BOSSレインボーマウンテン 〜子役編」（2012年7月 - ）

## 書籍

### 写真集
- CIN´EMA（2003年11月1日、バウハウス、撮影：川島文行）ISBN 978-4894619548

### 著書
- 遠山さんちの明日のお弁当（2014年11月6日、竹書房）ISBN 978-4801900219

## 受賞歴
- 第17回日本アカデミー賞新人俳優賞[23]
- 第36回ブルーリボン賞新人賞
- 第31回ゴールデン・アロー賞映画新人賞
- 第19回おおさか映画祭新人賞
- 第15回ヨコハマ映画祭最優秀新人賞

（すべて映画『高校教師』による受賞）